# Australische Außengebiete

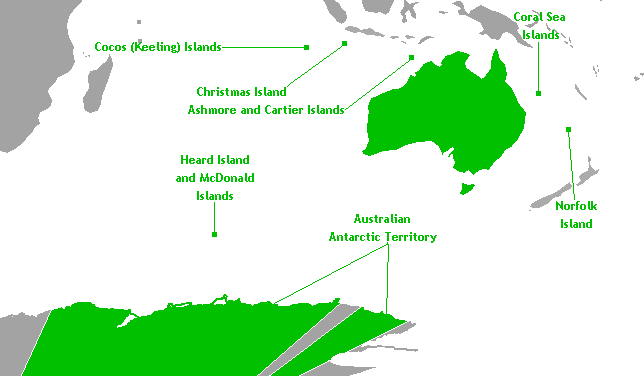
Australische Außengebiete

Australische Außengebiete (englisch external territories of Australia) sind die Bezeichnung von Gebieten Australiens, die nicht Bestandteil eines Bundesstaats oder Bundesterritoriums sind. Sie werden vom Department of Infrastructure and Regional Development verwaltet.

## Außengebiete
| Außengebiet                               | Fläche in km² | Einwohner (Stand: 2016) |
| ----------------------------------------- | ------------- | ----------------------- |
| Norfolkinsel (NFK)                        | 34,6          | 1748                    |
| Weihnachtsinsel (CXR)                     | 135           | 1843                    |
| Kokosinseln (CCK)                         | 14,2          | 554                     |
| Korallenmeerinseln (CSI)                  | 3             | 3–4*                    |
| Heard und McDonaldinseln (HMD)            | 372           | 0                       |
| Ashmore- und Cartierinseln (ACI)          | 235           | 0                       |
| Australisches Antarktis-Territorium (AAT) | 5.896.500     | <1000* (Schätzung)      |

*Stations- und Forschungspersonal